# Называевский район
Называ́евский райо́н — административно-территориальная единица (район) и муниципальное образование (муниципальный район) на западе Омской области России.
Административный центр — город Называевск.

## География
Площадь района — 5900 км². Район находится на западе области. На севере граничит с Крутинским районом, на северо-востоке — с Тюкалинским, на востоке — с Любинским, на юго-востоке — с Москаленским, на юге — с Исилькульским районом. На юго-западе района проходит государственная граница с Казахстаном (Северо-Казахстанская область). Западнее района расположен Сладковский район Тюменской области. Называевский район занят плоско-западинными водоразделами с заторфованными озёрными котловинами и займищами, с разнотравно-злаковыми и галофитными полынно-бескильницевыми лугами, осиново-берёзовыми кустарниковыми осоковыми лесами на солонцах чернозёмно-луговых и лугово-чернозёмных.

## История
Называевская волость образована в 1907 году.
Район образован в мае 1925 года путём преобразования Называевской укрупнённой волости Тюкалинского уезда Омской губернии. Район вошёл в состав Омского округа Сибирского края.
В начале 1925 года из Сибирского сельского совета выделен Михайловский.
В течение 1925 года из Батареевского сельского совета выделен Покровский. Из Большепесчанского сельского совета выделен Елизаветинский. Из Масловского сельского совета выделен Жирновский. Из Князевского сельского совета выделен Кабановский. Из Носовского и части Тупицынского сельских советов выделен Кисляковский. Часть Осиновского сельского совета выделена в Тупицынский. Из Грязновского сельского совета выделен Котинский. Из Лорис-Меликовского и Милютинского сельских советов выделен Кочковатский. Из Лесковского сельского совета выделен Черемновский. Из Масловского сельского совета выделен Фомихинский.
В декабре 1925 года Елизаветинский сельский совет присоединён к Большепесчанскому. Из Дурбетовского сельского совета выделен Нахимовский. Фомихинский сельский совет присоединён к Масловскому. Михайловский сельский совет присоединён к Сибирскому. Из Налимовского сельского совета выделен Черняевский. Из Соколовского сельского совета выделен Рыбинский. Из Утинского сельского совета выделен Спасский.
В 1925 году в районе насчитывалось 78 населённых пунктов, 39 сельских советов, 7256 хозяйств.
На 1926 год в районе насчитывалось: 38 сельских советов, 101 населённый пункт, 8445 хозяйств.
В мае 1929 года из Москаленского района передан Константиновский сельский совет.
В 1929 году Гагаринский сельский совет присоединён к Князевскому. Нахимовский сельский совет присоединён к Дурбетовскому. Носовский сельский совет присоединён к Кисляковскому. Налимовский сельский совет присоединён к Черняевскому. Соколовский и Рыбинский сельские советы присоединены к Покровскому.
В июле 1930 года район передаётся из упразднённого Сибирского края в Западно-Сибирский край. Ликвидирован Омский округ. Район передаётся в прямое подчинение краю.
В 1930—1931 годах Лесковский сельский совет переименован в Ростовкинский с переносом центра из села Лески в село Ростовка.
В 1930 году в мелкой и ремесленной промышленности насчитывалось 168 заведений с 244 занятыми лицами. Среди них: мукомольная, маслодельная, сапожная, овчинная, кузнечная.
На 1 января 1931 года в районе насчитывалось 33 сельских совета, 89 населённых пунктов. Площадь составляла 5373 квадратных километра. Расстояние до центра края 777 километров. Ближайшая железнодорожная станция здесь. Население района составляло 51636 человек.
На 1931 год в районе насчитывалось 22 сельских совета, 1 городской совет, 100 населённых пунктов. Территория района составляла 5211 квадратных километров. Крупные предприятия в районе:
- Кирпичный завод артели «Строитель»;
- Маслозавод Союзмаслопрома (посёлок Сибирский);
- Маслозавод Союзмаслопрома (село Больше-Песчаное).

В мелкой промышленности наиболее крупными предприятиями были: мельница «Коммунар», мельница им. Ленина, мельница им. Сталина, мельница «Спартак», мельница «Путь Социализма», мельница «Пример Ленинцев», мельница «Победа», мельница «Сакко и Ванцетти», маслобойка артели инвалидов. Социальная сфера представленная в районе: 62 школы I ступени, 3 ШКМ, 4 библиотеки, 4 изб-читален, 1 врачебный участок с 30 койками, 1 фельдшерский пункт, 9 человек медперсонала (5 врачей). В районе издавалась газета «Социалистическое маслоделие» выходящая раз в пятидневку с тиражом 1000 экземпляров.
В 1931 году Батареевский сельский совет присоединён к Покровскому. Осиновский сельский совет присоединён к Большепесчанскому. Драгунский сельский совет присоединён к Ростовкинскому. Константиновский сельский совет присоединён к Жирновскому и Утинскому. Черемновский сельский совет присоединён к Утинскому и Спасскому. Кабановский сельский совет присоединён к Князевскому. Караульный сельский совет присоединён к Редковскому. Кочковатский сельский совет присоединён к Лорис-Меликовскому и Милютинскому. Малосафонинский сельский совет присоединён к Муравьёвскому.
В 1931—1933 годах Водянинский сельский совет присоединён к Утинскому и Жирновскому. Котинский сельский совет присоединён к Грязновскому и Редковскому. Масловский сельский совет переименован в Фомихинский с переносом центра из села Масловка в село Фомиха.
На 15 февраля 1932 года действовало в районе 41 МТФ, 17 СТФ.
Весной 1932 года в районе организован совхоз Маслотреста и МТС, для обслуживания 1400 хозяйств.
В апреле 1933 года районный центр село Сибирское переименован в Называевку. Земли Маслосовхозов № 182 и № 354 переданы в Крутинский район.
В 1933 году Сибирский сельский совет переименован в Новоназываевский. Называевский сельский совет переименован в Староназываевский. Село Называиха переименовано в Староназываевка.
В 1934 году район входит в образованную Омскую область.
В 1936 году насчитывалось 118 населённых пункта, 22 сельских совета, 82 колхоза, 2 МТС, 72 начальных школ, 7 неполных средних школ, 1 средняя школа, 57 клубных учреждения, 1 больница, 1 амбулатория. Площадь 5190 квадратных километра.
На 1 января 1938 года площадь района составляла 5500 квадратных километров, насчитывался 21 сельский совет. Расстояние до центра области 149 километров. Ближайшая железнодорожная станция здесь.
В 1938 году центр Грязновского сельского совета перенесён из села Грязное на станцию Мангут.
К 1 января 1941 года в районе насчитывалось 22 сельских совета. Площадь района равнялась 5600 квадратных километров. Расстояние до центра области 149 километров.
В 1941 году в районе переименованы некоторые населённые пункты.
В 1946 году село Новоназываевка преобразовано в рабочий посёлок. Новоназываевский сельский совет присоединён к Лорис-Меликовскому и Ерёминскому. Образован Новоназываевский поселковый совет.
К 1 января 1947 года в районе насчитывался 21 сельский совет, 1 рабочий посёлок. Площадь района равнялась 5600 квадратных километров. Ближайшая железнодорожная станция здесь.
В 1952 году центр Фомихинского сельского совета перенесён из села Фомиха в село Кочковатка. Центр Ерёминского сельского совета перенесён из села Ерёмино в село Михайловка.
В 1954 году Дурбетовский сельский совет присоединён к Князевскому. Тупицынский сельский совет присоединён к Кисляковскому. Фомихинский сельский совет переименован в Кочковатский. Черняевский сельский совет присоединён к Лорис-Меликовскому. Бузанский сельский совет присоединён к Грязновскому. Грязновский сельский совет переименован в Мангутский. Ерёминский сельский совет переименован в Михайловский.
В 1956 году рабочий посёлок Новоназываевка преобразован в город районного подчинения.
В 1958 году Староназываевский сельский совет присоединён к Жирновскому и Михайловскому.
В 1959 году Редковский сельский совет присоединён к Большесафонинскому и Искровскому поселковому совхозному совету. Кочковатский, Спасский, Утинский сельские советы присоединены к Черемновскому. Части Михайловского и Редковского сельских советов присоединены к Мангутскому. Часть Михайловского сельского совета присоединена к Покровскому и Муравьёвскому.
В 1963 году из ликвидированного Крутинского района передано 11 сельских советов (Верхнечелдакский, Зиминский, Крутинский, Новокарасукский, Оглухинский, Пановский, Рыжковский, Салтаимский, Толоконцевский, Шипуновский, Яманский).
В марте 1964 года в образованный Крутинский район передано 12 сельских советов и 1 поселковый совет (Большесафонинский, Верхнечелдакский, Зиминский, Крутинский, Новокарасукский, Оглухинский, Пановский, Рыжковский, Салтаимский, Толоконцевский, Шипуновский, Яманский и Искровский поселковый совхозный совет).
В апреле 1964 года часть Лебяжинского сельского совета Исилькульского района присоединена к Князевскому.
В 1965 году из Крутинского района передан Большесафонинский сельский совет и Искровский поселковый совхозный совет.
В 1970 году центр Большесафонинского сельского совета перенесён из села Большая Сафониха в село Путь Социализма.
В 1972 году Ростовкинский сельский совет присоединён к Черемновскому.
В 1981 году переименованы некоторые населённые пункты в районе.
В 1982 году изменены границы между некоторыми сельскими советами района.
В 1984 году из частей Большесафонинского, Жирновского, Муравьёвского сельских советов выделен Старинский.
К 1 января 1987 года ближайшая железнодорожная станция Называевская здесь. Расстояние до Омска 149 километров.
В 1989 году изменены границы между некоторыми сельскими советами района.
На 1 марта 1991 года в районе насчитывалось 13 сельских советов, 1 город и 77 населённых пунктов в сельской местности. Территория района 5900 квадратных километров. Население района 36042 человека. Действовало 9 совхозов («Большепесчанский», «Путиловский», «Искра», «Западный», «Князевский», «Называевский», «Озёрный», «Черемновский», им. К. К. Рокоссовского), 5 колхозов («Россия», «Сибиряк», им. Калинина, им. Ленина, им. XXII съезда КПСС), 1 зверосовхоз («Орловский»), 1 п.х. («Приборист» Омского завода «Электроточприбор»).
В 1995 году из Черемновского сельского совета выделен Богодуховский. Из Лорис-Меликовского сельского совета выделен Налимовский.
В 2003 году сельские советы преобразованы в сельские округа.
В начале ноября 2008 года в районе было исключено 3 населённых пункта из учётных данных (деревня Комиссаровка, аул Энбекши-Казах, населённый пункт Отгон Красный Казах).
В конце ноября 2008 года был утверждён герб района.
На 1 января 2009 года в районе насчитывалось: 15 сельских округов, 1 город областного подчинения, 72 сельских населённых пункта.

## Население
| 1926    | 1931    | 1959    | 1970    | 1979    | 1989    | 2002    | 2009    | 2010    |
| ------- | ------- | ------- | ------- | ------- | ------- | ------- | ------- | ------- |
| 43 513  | ↗51 636 | ↘48 374 | ↘47 313 | ↘39 334 | ↘21 626 | ↘17 654 | ↗27 908 | ↘23 987 |
| 2011    | 2012    | 2013    | 2014    | 2015    | 2016    | 2017    | 2018    | 2019    |
| ↘23 925 | ↘23 389 | ↘22 808 | ↘22 328 | ↘21 848 | ↘21 506 | ↘21 179 | ↘20 730 | ↘20 260 |
| 2020    | 2021    | 2023    |         |         |         |         |         |         |
| ↘19 964 | ↘18 717 | ↘18 133 |         |         |         |         |         |         |

### Урбанизация
В городских условиях (город Называевск) проживают  56,45 % населения района.
Гендерный состав
В 1925 году по похозяйственным книгам в районе насчитывалось 37402 человека.
По Всесоюзной переписи населения 1926 года в районе 21084 мужчин и 22441 женщина.
На 1 января 1931 года в районе проживало 48733 человека. Плотность населения 8,6 человек на 1 квадратный километр.
По Всесоюзной переписи населения 1959 года в районе 22036 мужчин и 26338 женщин.
По Всесоюзной переписи населения 1970 года в районе 21804 мужчин и 25509 женщин.
По Всесоюзной переписи населения 1979 года в районе 18082 мужчины и 21252 женщины.
По Всесоюзной переписи населения 1989 года в районе 17272 мужчины и 18770 женщин.
По Всероссийской переписи населения 2002 года в районе 14558 мужчин и 16108 женщин.
По Всероссийской переписи населения 2010 года в районе 11321 мужчина и 12666 женщин.

### Национальный состав
По Всесоюзной переписи населения 1926 года в районе проживали русские, украинцы, белорусы, казаки, латыши, эстонцы, киргизы.
На 1 января 1931 года: русские 88,6 %, украинцы 6,8 %, казаки 2,6 %.
По Всероссийской переписи населения 2010 года
| Национальность  | Численность населения, чел. | Доля от населения |
| --------------- | --------------------------- | ----------------- |
| Казахи          | 2610                        | 10,88             |
| Немцы           | 599                         | 2,50              |
| Русские         | 20021                       | 83,47             |
| Татары          | 91                          | 0,38              |
| Украинцы        | 146                         | 0,61              |
| Прочие нации    | 520                         | 2,17              |
| Итого по району | 23987                       | 100,00            |

## Муниципально-территориальное устройство
В Называевском районе 71 населённый пункт в составе одного городского и 15 сельских поселений:
| №  | Городское и сельские поселения       | Административный центр | Количество населённых пунктов | Население | Площадь, км2 |
| -- | ------------------------------------ | ---------------------- | ----------------------------- | --------- | ------------ |
| 1  | Называевское городское поселение     | город Называевск       | 1                             | ↘10 236   | 68,70        |
| 2  | Богодуховское сельское поселение     | село Богодуховка       | 5                             | ↘308      | 263,66       |
| 3  | Большепесчанское сельское поселение  | село Большепесчанка    | 5                             | ↘605      | 461,63       |
| 4  | Большесафонинское сельское поселение | село Путь Социализма   | 4                             | ↘573      | 360,70       |
| 5  | Жирновское сельское поселение        | село Жирновка          | 5                             | ↘703      | 415,08       |
| 6  | Искровское сельское поселение        | село Искра             | 4                             | ↘317      | 473,23       |
| 7  | Кисляковское сельское поселение      | село Кисляки           | 5                             | ↘372      | 381,98       |
| 8  | Князевское сельское поселение        | село Князево           | 4                             | ↘678      | 613,87       |
| 9  | Лорис-Меликовское сельское поселение | село Лорис-Меликово    | 3                             | ↘420      | 265,34       |
| 10 | Мангутское сельское поселение        | село Мангут            | 8                             | ↘799      | 593,11       |
| 11 | Муравьёвское сельское поселение      | село Муравьевка        | 5                             | ↘376      | 283,50       |
| 12 | Налимовское сельское поселение       | село Налимово          | 2                             | ↘340      | 160,57       |
| 13 | Покровское сельское поселение        | село Покровка          | 7                             | ↘804      | 468,60       |
| 14 | Старинское сельское поселение        | село Старинка          | 3                             | ↘289      | 198,85       |
| 15 | Утинское сельское поселение          | село Утичье            | 4                             | ↘513      | 524,65       |
| 16 | Черемновское сельское поселение      | село Черемновка        | 6                             | ↘800      | 340,41       |

| №  | Населённый пункт | Тип                                | Население | Муниципальное образование            |
| -- | ---------------- | ---------------------------------- | --------- | ------------------------------------ |
| 1  | 2595 км          | железнодорожный остановочный пункт | ↘39       | Черемновское сельское поселение      |
| 2  | № 45             | железнодорожный путевой пост       | ↘36       | Мангутское сельское поселение        |
| 3  | № 46             | железнодорожный путевой пост       | ↘32       | Мангутское сельское поселение        |
| 4  | № 48             | железнодорожный путевой пост       | ↘14       | Богодуховское сельское поселение     |
| 5  | Байымбет         | аул                                | ↘210      | Покровское сельское поселение        |
| 6  | Батареевка       | деревня                            | ↘100      | Покровское сельское поселение        |
| 7  | Богодуховка      | село                               | ↘123      | Богодуховское сельское поселение     |
| 8  | Богословка       | деревня                            | ↘41       | Муравьёвское сельское поселение      |
| 9  | Большая Сафониха | деревня                            | ↘47       | Большесафонинское сельское поселение |
| 10 | Большепесчанка   | село                               | ↘780      | Большепесчанское сельское поселение  |
| 11 | Бостандык        | аул                                | ↘26       | Мангутское сельское поселение        |
| 12 | Бузан            | деревня                            | ↘60       | Мангутское сельское поселение        |
| 13 | Ветлинка         | деревня                            | ↘33       | Кисляковское сельское поселение      |
| 14 | Гагаринка        | деревня                            | ↘173      | Покровское сельское поселение        |
| 15 | Голубки          | деревня                            | ↘24       | Кисляковское сельское поселение      |
| 16 | Демьяновка       | деревня                            | ↘44       | Лорис-Меликовское сельское поселение |
| 17 | Драгунка         | деревня                            | ↘116      | Утинское сельское поселение          |
| 18 | Дурбет           | деревня                            | ↘195      | Князевское сельское поселение        |
| 19 | Елизаветинка     | деревня                            | ↘39       | Большепесчанское сельское поселение  |
| 20 | Жирновка         | село                               | ↘548      | Жирновское сельское поселение        |
| 21 | Искра            | село                               | ↘320      | Искровское сельское поселение        |
| 22 | Кабаново         | деревня                            | ↘113      | Князевское сельское поселение        |
| 23 | Калмацкое        | деревня                            | ↘98       | Большепесчанское сельское поселение  |
| 24 | Каран-Гарал      | аул                                | ↘47       | Старинское сельское поселение        |
| 25 | Караульное       | деревня                            | ↘200      | Искровское сельское поселение        |
| 26 | Кирей            | аул                                | ↘113      | Муравьёвское сельское поселение      |
| 27 | Кисляки          | село                               | ↘414      | Кисляковское сельское поселение      |
| 28 | Князево          | село                               | ↘591      | Князевское сельское поселение        |
| 29 | Козловка         | деревня                            | ↘34       | Муравьёвское сельское поселение      |
| 30 | Константиновка   | деревня                            | ↘215      | Утинское сельское поселение          |
| 31 | Котино           | деревня                            | ↘100      | Мангутское сельское поселение        |
| 32 | Кочковатка       | деревня                            | ↘74       | Богодуховское сельское поселение     |
| 33 | Кочковатский     | разъезд                            | ↘69       | Богодуховское сельское поселение     |
| 34 | Лебедки          | деревня                            | ↘41       | Жирновское сельское поселение        |
| 35 | Лебяжье          | деревня                            | ↘116      | Князевское сельское поселение        |
| 36 | Лески            | деревня                            | ↘118      | Черемновское сельское поселение      |
| 37 | Лорис-Меликово   | село                               | ↘516      | Лорис-Меликовское сельское поселение |
| 38 | Майка            | деревня                            | ↘20       | Искровское сельское поселение        |
| 39 | Малая Сафониха   | деревня                            | ↘58       | Муравьёвское сельское поселение      |
| 40 | Мангут           | село                               | ↘1149     | Мангутское сельское поселение        |
| 41 | Мариинка         | деревня                            | ↘10       | Мангутское сельское поселение        |
| 42 | Милютино         | деревня                            | ↘180      | Богодуховское сельское поселение     |
| 43 | Михайловка       | деревня                            | ↘44       | Покровское сельское поселение        |
| 44 | Муравьевка       | село                               | ↘377      | Муравьёвское сельское поселение      |
| 45 | Называевск       | город                              | ↘10 236   | Называевское городское поселение     |
| 46 | Налимово         | село                               | ↘414      | Налимовское сельское поселение       |
| 47 | Нахимовка        | деревня                            | ↘112      | Жирновское сельское поселение        |
| 48 | Нововоскресенка  | деревня                            | ↘216      | Жирновское сельское поселение        |
| 49 | Новоосиново      | деревня                            | ↘56       | Старинское сельское поселение        |
| 50 | Носовка          | деревня                            | ↘70       | Кисляковское сельское поселение      |
| 51 | Осиново          | деревня                            | ↘37       | Большепесчанское сельское поселение  |
| 52 | Ошировский       | железнодорожный путевой пост       | ↘9        | Черемновское сельское поселение      |
| 53 | Покровка         | село                               | ↘533      | Покровское сельское поселение        |
| 54 | Путь Социализма  | село                               | ↘491      | Большесафонинское сельское поселение |
| 55 | Редкое           | деревня                            | ↘210      | Большесафонинское сельское поселение |
| 56 | Ростовка         | деревня                            | ↘74       | Черемновское сельское поселение      |
| 57 | Рыбье            | деревня                            | ↗40       | Покровское сельское поселение        |
| 58 | Соколовка        | деревня                            | ↘38       | Большепесчанское сельское поселение  |
| 59 | Спасск           | деревня                            | ↘161      | Утинское сельское поселение          |
| 60 | Станкевичи       | деревня                            | ↘68       | Большесафонинское сельское поселение |
| 61 | Старинка         | село                               | ↘345      | Старинское сельское поселение        |
| 62 | Староназываевка  | деревня                            | ↘151      | Жирновское сельское поселение        |
| 63 | Стрункино        | деревня                            | ↘4        | Мангутское сельское поселение        |
| 64 | Сулу-Терек       | аул                                | ↘91       | Лорис-Меликовское сельское поселение |
| 65 | Сырьевка         | деревня                            | ↘89       | Покровское сельское поселение        |
| 66 | Тупицыно         | деревня                            | ↘103      | Кисляковское сельское поселение      |
| 67 | Утичье           | село                               | ↘346      | Утинское сельское поселение          |
| 68 | Фомиха           | деревня                            | ↘394      | Черемновское сельское поселение      |
| 69 | Черемновка       | село                               | ↘456      | Черемновское сельское поселение      |
| 70 | Черняевка        | деревня                            | ↘67       | Налимовское сельское поселение       |
| 71 | Ястреб           | деревня                            | ↘95       | Искровское сельское поселение        |

### Упразднённые населённые пункты
- Назаровка — деревня (1826—1990-е)
- Водяное — деревня
- Комиссаровка — деревня (?-2008)
- Энбекши-Казах — аул (?-2008)
- Отгон Красный Казах — населённый пункт (?-2008)
- Деревня Ереминская База и железнодорожный блокпост № 47 упразднены в мае 2020 года[67].

## Транспорт
Транспортное предприятие АТП 22 осуществляет перевозку пассажиров по 27 маршрутам, — из них 2 городских, 10 пригородных, 3 межмуниципальных и 12 внутрирайонных. В городе существует два маршрута - №1 Подстанция - г. Строителей и №2 Торфучасток - Больница. Перевозка пассажиров осуществляется автобусами ПАЗ.

## Достопримечательности
Памятники истории, архитектуры, археологии и монументального искусства
- Обелиск воинам-землякам, погибшим в Великой Отечественной войне, установлен в 1967 году, пл. Победы город Называевск
- Могила красноармейца, погибшего на посту у разъезда № 47 в 1921 году, ул. Кирова город Называевск
- Братская могила партизан, погибших в боях с белогвардейцами и умерших от ран в 1919 году, кладбище город Называевск
- Памятник В. И. Ленину, установлен в 1950 году, ул. Кирова город Называевск
- Место боя партизан с белогвардейцами в 1918 году, близ деревни Гагаринка
- Братская могила 7 партизан, убитых белогвардейцами в 1918 году, деревня Дурбет
- Могила партизан, погибших в боях с белогвардейцами в 1918 году, кладбище деревня Нововоскресенка
- Братская могила 4 крестьян, расстрелянных белогвардейцами в 1918 году, кладбище деревня Нововоскресенка
- Братская могила, в которой похоронены Э. Ф. Яузем, В. Крингель, А. Я. Яузем, погибшие от рук белогвардейцев в 1921 году, село Путь Социализма
- Братская могила 17 крестьян, расстрелянных белогвардейцами в 1919 году, село Утичье[68]
- Памятник погибшим в годы Гражданской войны, установлен в 1984 году, село Утичье[69]
- Церковь во имя Святителя и Чудотворца Николая 1860—1866 годы, деревня Лески[70]